# Stammliste des Hauses Wied

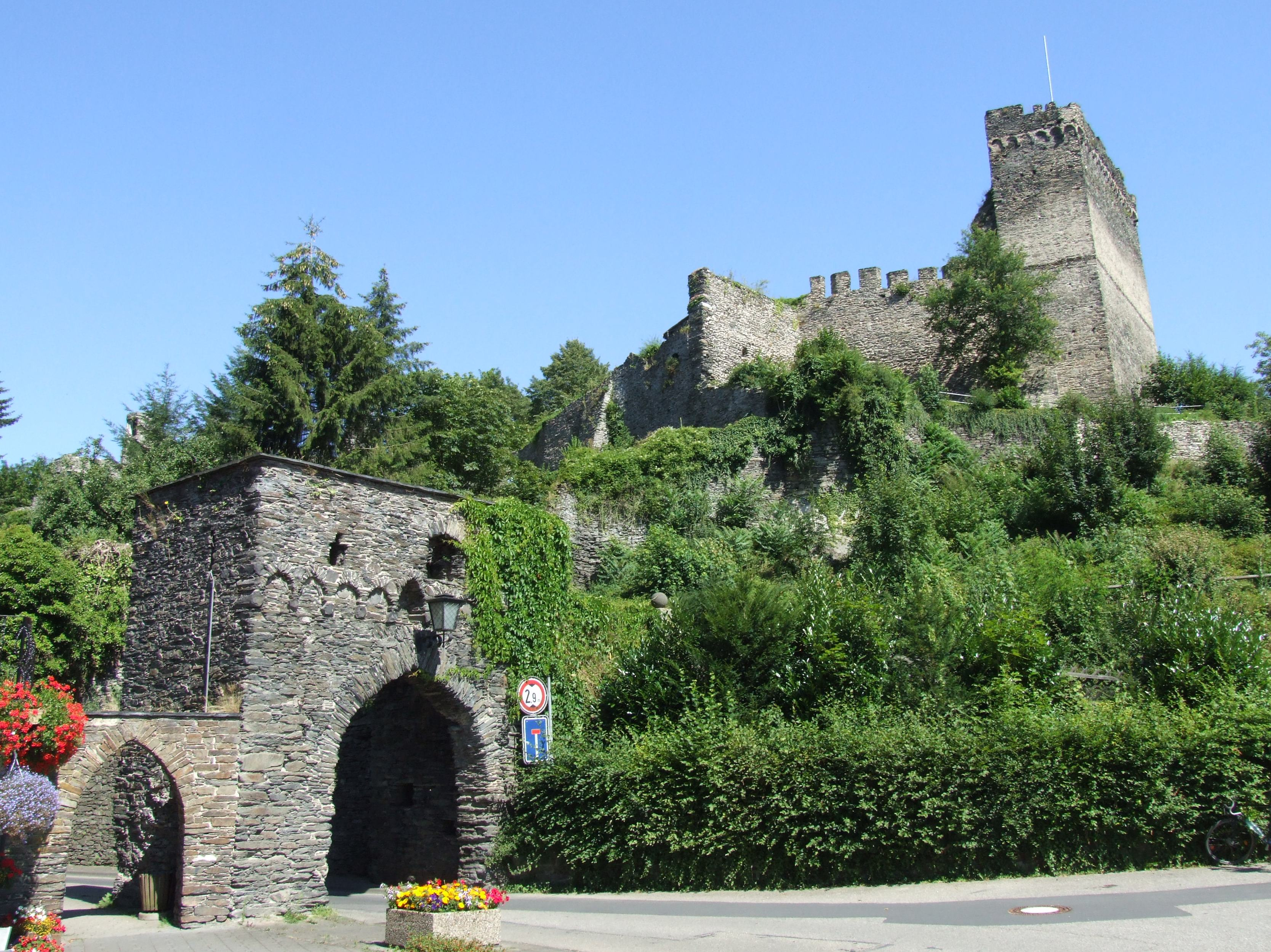
Burg Altwied

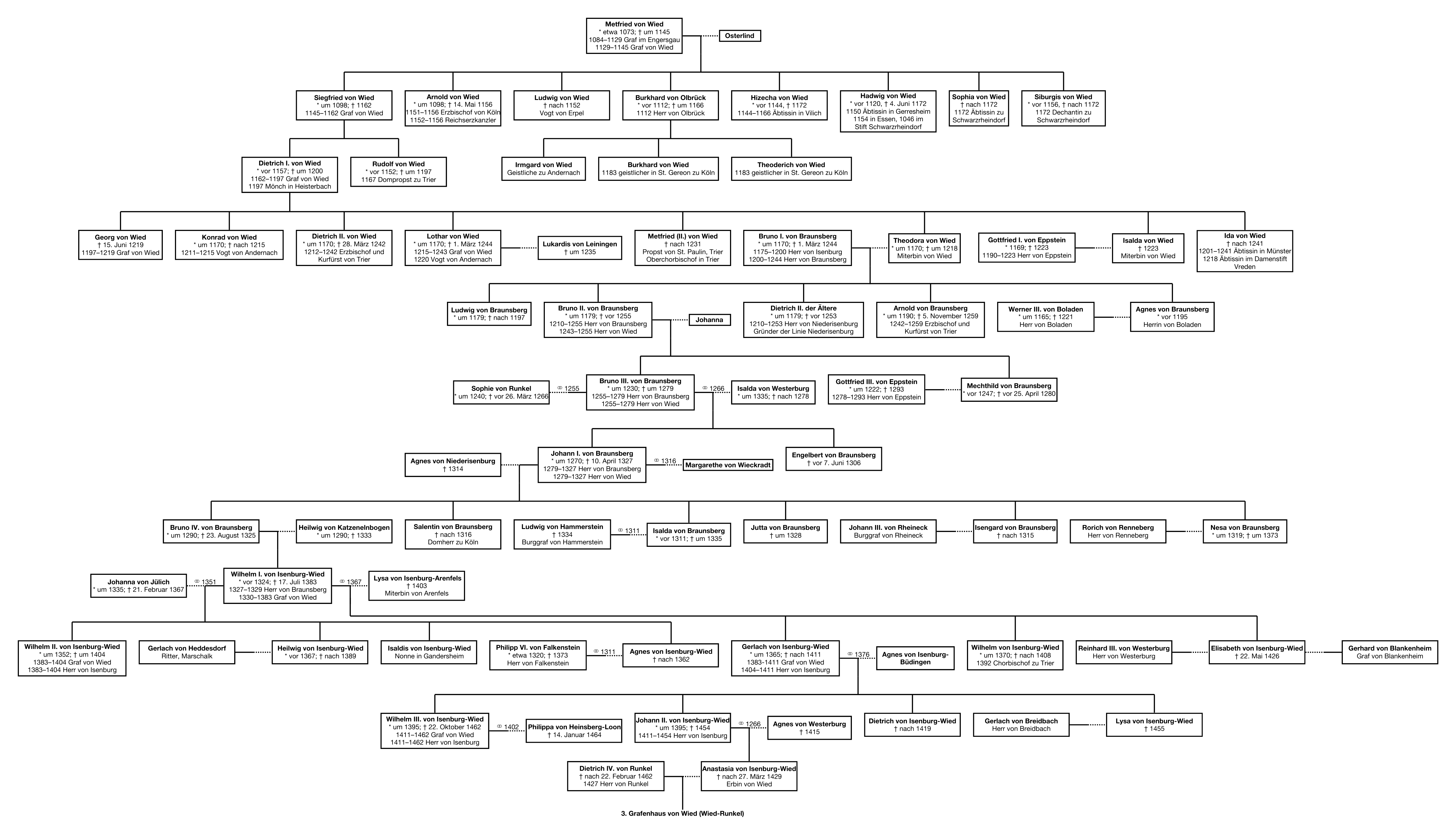
Stammbaum des 1. und 2. Grafenhauses

Die Stammliste des Hauses Wied enthält alle Mitglieder des Hauses Wied-Kempenich sowie des Ersten Grafenhauses von Wied, das von 1129 bis 1243 die Grafschaft Wied regierte. Die Herrschaften Kempenich und Olbrück waren in den Händen des Hauses Wied sowie ab 1171 die kurkölnische Vogtei Andernach als erbliches Amt. Nach dem Tod von Lothar von Wied wurde die Grafschaft zwischen den Herren von Braunsberg und den Herren von Eppstein geteilt, wobei eine klare Teilung nie stattfand. Abgesehen von Rengsdorf und der Herrschaft unterhalb der Burg Altwied waren auch Rückeroth, Dreifelden, Freirachdorf und Schwarzrheindorf Teil des wiedischen Besitzes.

Wappen der Grafen von Wied

## Stammliste des Hauses Wied
1. Metfried (* etwa 1073; † zwischen 1129 und 1145), 1084/1100–1129 Graf im Engersgau, 1129 Graf von Wied, ⚭ Osterlind (Namenszuordnung fraglich), mögliche Tochter von Ludwig I. (* um 1045; † 1084), 1067–1084 Graf im Einrichgau und Arnstein, 1067–1084 Graf im Engersgau, Sohn von Arnold II. gen. von Nassau (* um 1020; † 1067)
  1. Siegfried (* um 1095; † 1162), 1145–1162 Graf von Wied
    1. Dietrich I. (* um 1130; † um 1200), 1162–1197 Graf von Wied, 1171–1197 Vogt von Andernach, ab 1197 Mönch in der Zisterzienserabtei Heisterbach
      1. Theodora (* um 1160; † um 1218), Miterbin von Wied, ⚭ 1174 Bruno I. (* um 1160; † vor 1210), 1175–1200 Herr von Isenburg, nannte sich ab 1200 Herr von Braunsberg → Nachfahren siehe hier, Linie Isenburg-Braunsberg
      2. Georg (* um 1163; † 15. Juni 1219), 1197–1219 Graf von Wied
      3. Konrad (* um 1165; † nach 1215), 1211–1215 Vogt von Andernach
      4. Lothar (* um 1168; † 1. März 1244), 1215–1243 Graf von Wied, ab 1220 Vogt von Andernach, ⚭ Lukardis von Leiningen († um 1235), Witwe des Grafen Simon II. von Saarbrücken
      5. Dietrich II. (* um 1170; † 28. März 1242), 1189 geistlicher, Dompropst zu Trier, 1212 bis 1242 Erzbischof und Kurfürst von Trier
      6. Isalda (* um 1173; † 1223), Miterbin von Wied, ⚭ Gottfried I. (* 1169; † 1223), 1190–1223 Herr von Eppstein
      7. Metfried (* um 1175; † nach 1231), Propst von St. Paulin in Trier, Oberchorbischof zu Trier
      8. Ida (* um 1177; † nach 1241), 1201–1241 Äbtissin in Überwasser zu Münster, 1218 Äbtissin im Damenstift Vreden

    2. Rudolf (* um 1130; † um 1197), ab 1167 Dompropst zu Trier, 1183 in einer strittigen Wahl zum Erzbischof von Trier gewählt, Archidiakon in Trier

  2. Arnold (* um 1098; † 14. Mai 1156), 1122 Propst von St. Georg in Limburg, 1127 Dompropst zu Köln, 1138–1151 Propst der St. Servatiuskirche, 1138–1152 Kanzler von Konrad III., 1151–1156 Erzbischof von Köln, 1152–1156 Reichserzkanzler von Friedrich I. Barbarossa
  3. Ludwig (* um 1102; † nach 1152), Vogt von Erpel
    1. Lambert (* um 1140; † nach 1187), von der Neuerburg oder Wied-Neuerburg, möglicher Ahnherr der Walpode von der Neuerburg und Reichenstein

  4. Hizecha (* um 1106, † 1172), 1144–1166 Äbtissin im Benediktinerinnenkloster in Vilich
  5. Hadwig (* um 1109, † 4. Juni 1172), 1150 Äbtissin des Stiftes Gerresheim, 1154 Äbtissin des Stiftes Essen, 1156 Äbtissin des Frauenstiftes Schwarzrheindorf
  6. Sophia (* um 1112; † nach 1172), 1172 Äbtissin zu Schwarzrheindorf
  7. Burkhard (* um 1116; † 1166), Herr von Olbrück, Vogt von Erpel
    1. Irmgard, Geistliche zu Andernach
    2. Burkhard, 1183 geistlicher in St. Gereon zu Köln
    3. Theoderich, 1183 geistlicher in St. Gereon zu Köln

  8. Siburga (* um 1120, † nach 1172), 1172 Dechantin zu Schwarzrheindorf
2. Richwin (* um 1075; † 1146), 1093/1105–1146 Herr von Kempenich; → Nachfahren siehe unten, Linie Wied-Kempenich
3. Ruckerus (* um 1080; † um 1139), Herr von Gymnich

### Linie Wied-Kempenich
1. Richwin (* um 1075; † 1146), 1093/1105–1146 Herr von Kempenich; → Nähere Familie siehe oben
  1. Siegfried (* um 1100; † nach 1152), 1152 Herr von Kempenich, ⚭ Tochter des Grafen Florens II. von Holland
    1. Dietrich I. (* vor 1152; † nach 1181), 1158–1181 Herr von Kempenich, ⚭ Jutta von Müllenark († um 1190)
      1. Hedwig (* um 1160; † vor 1252), Miterbin von Kempenich, ⚭ 1197 Rembold IV. (* um 1168; † nach 1220), Herr von Isenburg, Herr von Isenburg-Kempenich ab 1197
      2. Lukardis (1185 belegt), Miterbin von Kempenich, ⚭ I) Heinrich von Bürresheim (* um 1168; † nach 1190), ⚭ II) Friedrich von Virneburg; beide Ehen blieben Kinderlos
      3. Jutta (1188 belegt)
      4. Sophia (1188 belegt)

    2. Florentius I. (* vor 1152; † nach 1174), Herr von Kempenich, ⚭ N.N. von Dorndorf, Erbin von Dorndorf
      1. Florentius II. der Jüngere (* vor 1181; † nach 1190) 1181–1189 Herr von Kempenich, 1190 Herr von Dorndorf, Nachfahren gründeten die Linie Kempenich-Dorndorf, später Edle Herren zu Dehrn → Nachfahren siehe unten, Linie Kempenich-Dorndorf

#### Linie Kempenich-Dorndorf, Rosenau und Dehrn
1. Florentius II. der Jüngere (* vor 1181; † nach 1190), 1181–1189 Herr von Kempenich, 1190 Herr von Dorndorf → Vorfahren siehe oben
  1. Dietrich (bezeugt 1209; † 1229), 1190–1222 Herr von Dorndorf, nannte sich ab 1222 Herr von Rosenau, Erbauer der Burg Rosenau im Siebengebirge, ⚭ Agnes
    1. Florentius III., Ritter, 1229–1243 Herr von Rosenau, verkaufte mit Dietrich (Theoderich), Hermann und Agnes 1243 die Burg Rosenau an die Abtei Heisterbach
      1. Ruprecht († 1304), genannt von Rosenau, mit ihm erlosch die Linie zu Rosenau

    2. Dietrich, genannt von Dorndorf, Kanoniker zu Bonn, seine Nachkommen besaßen Güter zu Miesenheim und Leutesdorf, Kirche und Hof zu Herkenrath, Patronat zu Fritzdorf und Güter zu Unkelbach und Königswinter
    3. Hermann, Kanoniker zu Xanten
    4. Agnes, ⚭ Herr von Bilstein

  2. Heinrich (bezeugt 1216; † 1222), bis 1222 Herr von Dorndorf, ⚭ Guda von Hausen, Tochter von Friedrich, Ritter von Hausen
    1. Jutta († nach 1242) Nonne, Meisterin und Äbtissin im Kloster Tiefenthal im Rheingau, überließ dem Deutschen Orden ihre Güter zu Buslar und Oberkassel
    2. Heinrich († nach 1234), Ritter, nannte sich ab 1234 von Dehrn, seine Linie nannte sich Ritz von Dehrn und starb Ende des 14. Jahrhunderts aus
    3. Peter († um 1271), Ritter, 1235–1271 Herr von Dehrn, nannte sich bis 1235 von Dorndorf, danach von Dehrn, schenkte mit Kuno von Reifenberg 1235 Güter zu Dauborn und Lindenholzhausen an das Kloster Gnadental, ⚭ Elisabeth von Biegen, Tochter von Friedrich, Herr von Biegen
      1. Friedrich (* um 1250; † 1284), Herr von Dehrn, ⚭ Demuth von Tiefenbach
        1. Gottfried (* um 1270; † 1311), genannt von Dehrn im Hof, ⚭ Hedwig, Tochter von Hermann I. (* um 1250), Schelm von Bergen, genannt von Bommersheim aus einem Zweig der Schelme von Bergen

    4. Kuno († um 1240), nannte sich ab 1235 von Reifenberg, begründet die Westerwälder Linie des Adelsgeschlechts zu Reifenberg

Siehe auch: Stammliste des Hauses Isenburg und Stammliste des Hauses Runkel